# Fiamma
Fiamma Benítez Iannuzzi (Denia, 19 de junio de 2004), o simplemente Fiamma, es una futbolista con nacionalidades española, argentina e italiana, que juega como centrocampista en el Atlético de Madrid de la Liga F. Es internacional absoluta con la selección española desde 2022 y ha ganado una Liga de Naciones de la UEFA y un Mundial Sub-20.

## Trayectoria

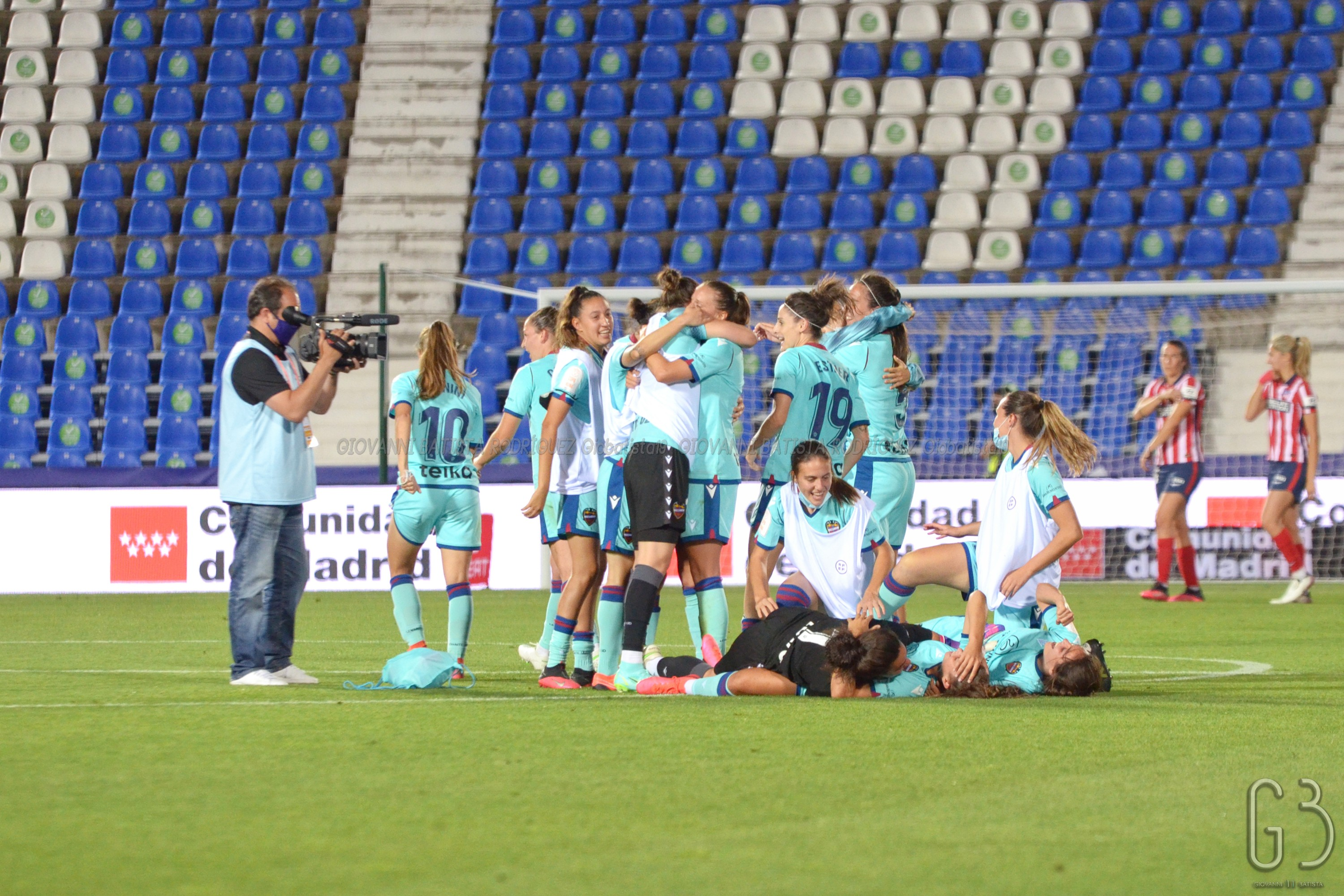
Fiamma celebrando con sus compañeras una victoria con el Levante UD ante el Atlético de Madrid en semifinales de Copa de la Reina

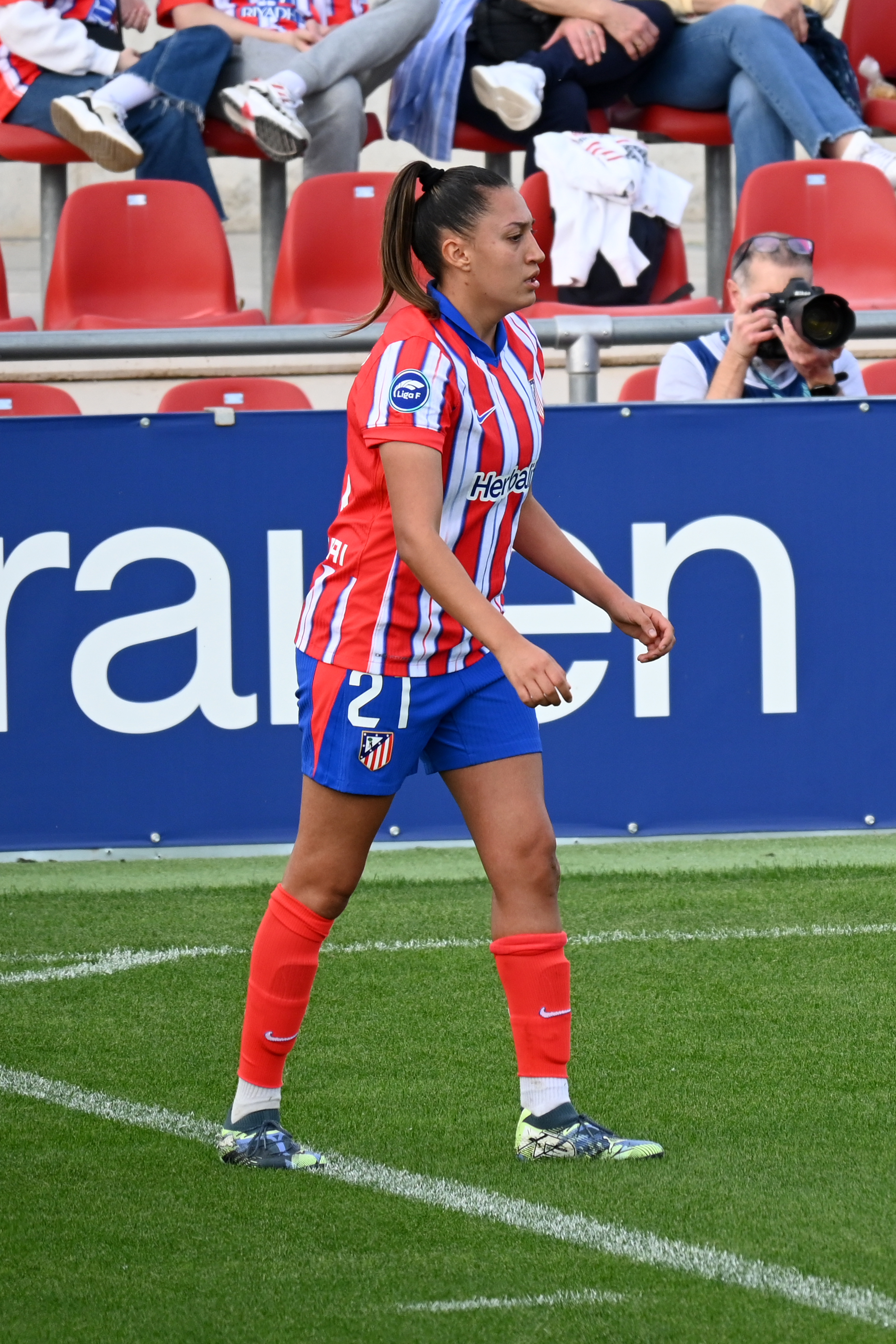
Fiamma con el Atlético de Madrid en septiembre de 2024

### Primeros años
Fiamma es hija de Cristina Ianuzzi y Daniel Benítez. Su madre fue futbolista en Argentina y es aficionada a Boca Juniors. Su padre es aficionado de River Plate. Ambos se mudaron juntos a Denia en 2001, donde nació Fiamma. Empezó a practicar el fútbol a la edad de seis años en el equipo de su colegio de fútbol sala, el Pou de la Muntanya de Dénia. Posteriormente jugó ocho años a fútbol mixto en la escuela de fútbol de Denia.
Representó a España a nivel juvenil y a la selección valenciana, con quien obtuvo el subcampeonato de España sub-16 en 2018. En la temporada 2018-19 comenzó a jugar en las categorías inferiores del Levante

### Primera División
En 2020 pasó al primer equipo del Levante y debutó el 3 de octubre de 2020 en Primera División con 16 años en el primer partido de liga ante el EDF Logroño sustituyendo a Esther González en el minuto 90 de partido, que concluyó con victoria por 1-2. Esa temporada jugó 13 encuentros de liga, casi todos como suplente mientras alternaba su participación con el Levante B, y lograron la tercera posición en liga por lo que se clasificaron para la Liga de Campeones. En la temporada 2021-22 ya tuvo ficha con el primer equipo y siguió teniendo un rol de suplente. Jugó otros 13 encuentros de liga.
En julio de 2022, Benítez se unió al Valencia CF de cara a la temporada 2022-23. El conjunto ché destacó su «gran polivalencia, [...] puede jugar como interior, delantera, media punta o entrando por banda. Fiamma destaca por su gran calidad, su verticalidad y por su privilegiada visión de juego. La atacante es una apuesta de presente y futuro para la entidad blanquinegra, tiene todos los ingredientes necesarios para ser una de las grandes futbolista españolas a corto y medio plazo.» En el Valencia debutó el 17 de septiembre de 2022 ante el Real Madrid con derrota por 2-0. Su primer gol llegó el 7 de enero de 2023 ante el Deportivo Alavés. Tuvo un rol protagonista y en su primera temporada con el Valencia jugó 29 de los 30 partidos de liga, 27 de ellos como titular, y marcó 3 goles y repartió 6 asistencias, lo que le abrió las puertas de la selección absoluta. 
En su segunda temporada jugó 28 partidos, 24 de ellos como titular y marcó 2 goles y dio 4 asistencias. La UEFA la incluyó en el listado de 10 jugadores jóvenes a seguir, y su desempeño despertó el interés de varios clubes.
En julio de 2024 Fiamma fichó por el Club Atlético de Madrid de cara a la temporada 2024-25. Debutó con el club rojiblanco en Liga de Campeones el 4 de septiembre marcando el primer gol del equipo, pero con derrota por penaltis ante el Rosenborg. Jugó de manera habitual en el centro del campo y destacó como máxima asistente del equipo y una de las máximas goleadoras. El Atlético de Madrid, dirigido este año por Víctor Martín, se clasificó para la Liga de Campeones en la última jornada y alcanzó la final de la Copa de la Reina, aunque cayó en la ronda previa de la competición europea y en la semifinal de la Supercopa.

## Selección nacional

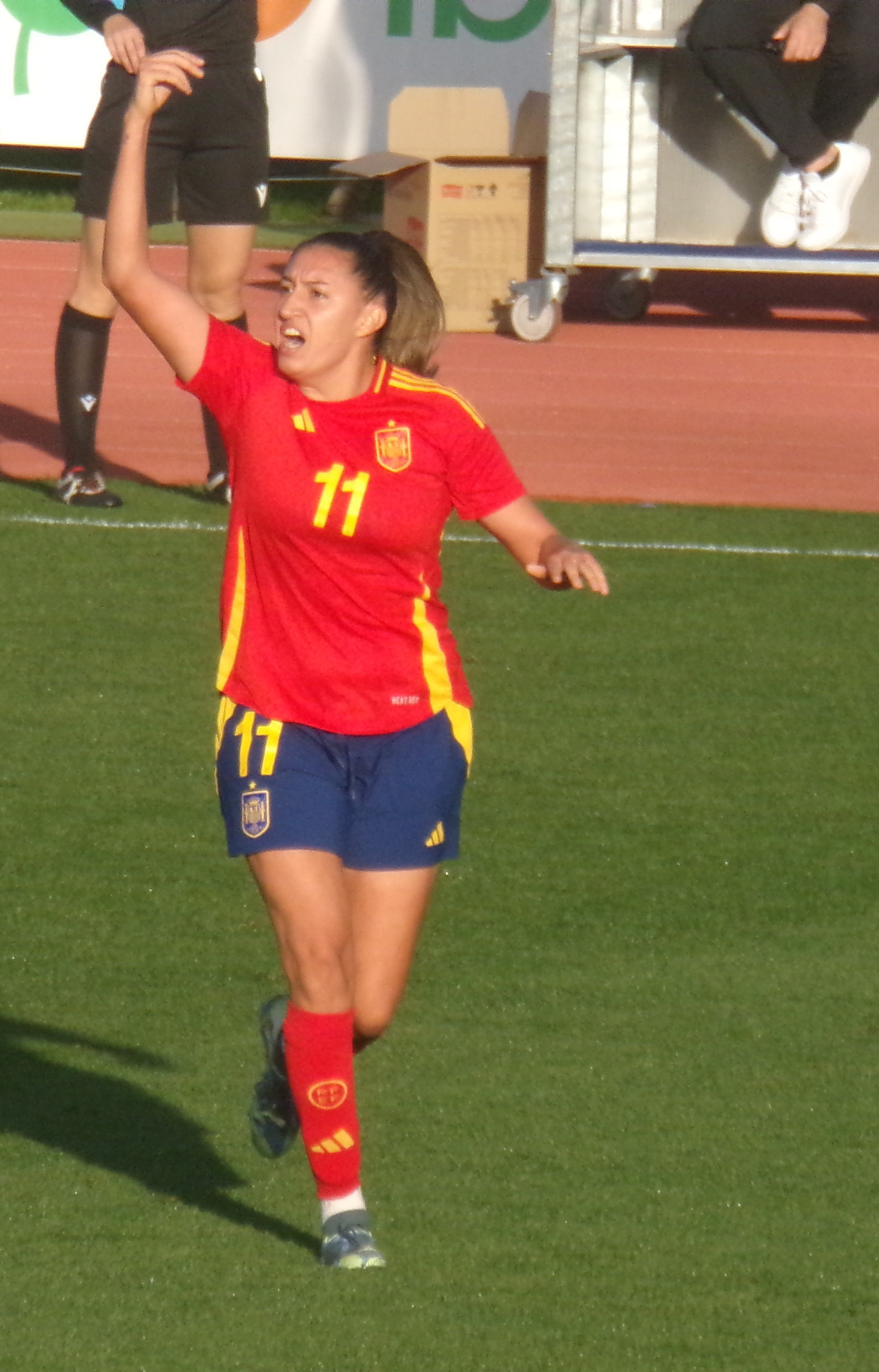
Fiamma con la selección sub-23 en octubre de 2024

### Categorías inferiores
Debutó con la selección sub-17 el 11 de septiembre de 2019 ante Alemania en el Torneo de Exentos. Después disputó algunos amistosos en la categoría y el Torneo de Desarrollo con la selección sub-16, antes de que se suspendiese la actividad de las categorías inferiores de la selección por la pandemia de Covid-19.
Debutó con la selección sub-20 en un amistoso contra Costa Rica el 16 de septiembre de 2021, y tuvo un rol activo en la clasificación de la selección sub-19 para el Campeonato Europeo de 2022, donde marcó un gol ante Eslovaquia y cuatro ante Rumanía. Fue convocada para disputar la fase final, en la que dio una asistencia ante Italia y marcó un gol ante República Checa, y fueron campeonas tras derrotar a Noruega en la final.
Un mes después formó parte de la selección española que consiguió la Copa del Mundo Sub-20 en Costa Rica, imponiéndose a Japón por 3-1 en la final. Fiamma saltó al campo de juego sustituyendo a Asun Martínez en el segundo tiempo.  Vecinos y vecinas la recibieron en Dénia para celebrar con ella su título y fue ovacionada desde el balcón del ayuntamiento. La delantera donó la camiseta de aquel partido a la EM FB Denia, la escuela de fútbol donde se formó en su ciudad natal.
Volvió a jugar con la selección sub-19 en la clasificación de la selección sub-19 para el Campeonato Europeo de 2022, llegando a debutar con la selección absoluta entremedias. Disputó la fase final en verano de 2023, donde con dos goles y una asistencia contribuyó a que la selección revalidase su título europeo.

### Selección absoluta
Aunque fue elegible para representar a Argentina y en alguna ocasión mostró interés en ello, finalmente optó por representar a España.
Debutó con la selección española absoluta el 11 de noviembre de 2022 contra Argentina, la tierra de sus padres.
 El 16 de febrero de 2023 marcó su primer gol ante Jamaica. Formó parte de la lista de 30 jugadoras para preparar el Mundial, pero el 30 de junio el seleccionador Jorge Vilda anunció la lista definitiva de convocadas y Fiamma fue uno de los descartes.
Tras el Mundial, que ganó España, estalló el Caso Rubiales, por el que Jenni Hermoso renunció a la Selección de España y el resto de las jugadoras, incluyendo a Fiamma, renunciaron también en su apoyo manifestando su firme y rotunda condena ante conductas que han atentado contra la dignidad de las mujeres. Tras le destitución de Rubiales y Vilda, Montse Tomé volvió a contar con ella. En diciembre de 2023 marcó el cuarto gol español en la victoria por 5-3 ante Suecia en la Liga de Naciones Femenina de la UEFA 2023-24, culminando la remontada española tras ir perdiendo por 1-3. España acabó ganando el torneo tras eliminar a Francia en la final.

## Estadísticas

### Clubes
Actualizado al último partido jugado el 7 de junio de 2025.
| Club | Div.          | Temporada     | Liga  | Liga  | Liga   | Copas nacionales(1) | Copas nacionales(1) | Copas nacionales(1) | Copas internacionales(2) | Copas internacionales(2) | Copas internacionales(2) | Total | Total | Total  | Media goleadora(3) |
| Club | Div.          | Temporada     | Part. | Goles | Asist. | Part.               | Goles               | Asist.              | Part.                    | Goles                    | Asist.                   | Part. | Goles | Asist. | Media goleadora(3) |
| --- | ------------- | ------------- | ----- | ----- | ------ | ------------------- | ------------------- | ------------------- | ------------------------ | ------------------------ | ------------------------ | ----- | ----- | ------ | ------------------ |
| Levante UD · España |               |               |       |       |        |                     |                     |                     |                          |                          |                          |       |       |        |                    |
| 1.ª | 2020-21       | 13            | 0     | 0     | 1      | 0                   | 0                   | No clasificó        | No clasificó             | No clasificó             | 14                       | 0     | 0     | -      |                    |
| 1.ª | 2021-22       | 13            | 0     | 2     | 2      | 0                   | 1                   | 0                   | 0                        | 0                        | 15                       | 0     | 3     | -      |                    |
| Total club | Total club    | 26            | 0     | 2     | 3      | 0                   | 1                   |                     |                          |                          | 29                       | 0     | 3     | -      |                    |
| Valencia CF · España |               |               |       |       |        |                     |                     |                     |                          |                          |                          |       |       |        |                    |
| 1.ª | 2022-23       | 29            | 3     | 6     | 1      | 0                   | 0                   | No clasificó        | No clasificó             | No clasificó             | 30                       | 3     | 6     | 0.10   |                    |
| 1.ª | 2023-24       | 28            | 2     | 4     | 2      | 0                   | 0                   | No clasificó        | No clasificó             | No clasificó             | 30                       | 2     | 4     | 0.07   |                    |
| Total club | Total club    | 57            | 5     | 10    | 3      | 0                   | 0                   |                     |                          |                          | 60                       | 5     | 10    | 0.08   |                    |
| Atlético de Madrid · España | 1.ª           | 2024-25       | 29    | 4     | 8      | 5                   | 1                   | 0                   | 2                        | 1                        | 0                        | 36    | 6     | 8      | 0.17               |
| Atlético de Madrid · España | Total club    | Total club    | 29    | 4     | 8      | 5                   | 1                   | 0                   | 2                        | 1                        | 0                        | 36    | 6     | 8      | 0.17               |
| Total carrera | Total carrera | Total carrera | 112   | 9     | 20     | 11                  | 1                   | 1                   | 2                        | 1                        | 0                        | 125   | 11    | 21     | 0.09               |
| (1) Incluye datos de Copas de la Reina (2020-act.) y Supercopas de España (2021-act.) (2) Incluye datos de Liga de Campeones Femenina de la UEFA] (2021-act.). (3) No incluye goles en partidos amistosos. |               |               |       |       |        |                     |                     |                     |                          |                          |                          |       |       |        |                    |

### Selección
Actualizado al último partido jugado el 1 de junio de 2025.
| Selecciones | Año   | Continental(4) | Continental(4) | Continental(4) | Mundial | Mundial | Mundial | Amistosos (5) | Amistosos (5) | Amistosos (5) | Total | Total | Total  | Media goleadora |  |
| Selecciones | Año   | Part.          | Goles          | Asist.         | Part.   | Goles   | Asist.  | Part.         | Goles         | Asist.        | Part. | Goles | Asist. | Media goleadora |  |
| --- | ----- | -------------- | -------------- | -------------- | ------- | ------- | ------- | ------------- | ------------- | ------------- | ----- | ----- | ------ | --------------- |  |
| Sub-16 | 2020  | -              | -              | -              | -       | -       | -       | 3             | 1             | 0             | 3     | 1     | 0      | 0.33            |  |
| Sub-16 | Total |                |                |                |         |         |         | 6             | 1             | 0             | 6     | 1     | 0      | 0.17            |  |
| Sub-17 | 2019  |                |                |                | -       | -       | -       | 3             | 1             | 0             | 3     | 1     | 0      | 0.33            |  |
| Sub-17 | 2020  | -              | -              | -              | -       | -       | -       | 1             | 0             | 0             | 1     | 0     | 0      | -               |  |
| Sub-17 | Total |                |                |                |         |         |         | 4             | 1             | 0             | 4     | 1     | 0      | 0.25            |  |
| Sub-19 | 2021  | 3              | 1              | 2              | -       | -       | -       | -             | -             | -             | 3     | 1     | 2      | 0.33            |  |
| Sub-19 | 2022  | 11             | 6              | 3              | -       | -       | -       | 1             | 1             | 0             | 12    | 7     | 3      | 0.58            |  |
| Sub-19 | 2023  | 5              | 2              | 1              | -       | -       | -       | 2             | 1             | 1             | 7     | 3     | 2      | 0.42            |  |
| Sub-19 | Total | 19             | 9              | 6              |         |         |         | 3             | 2             | 1             | 22    | 11    | 7      | 0.50            |  |
| Sub-20 | 2021  | -              | -              | -              |         |         |         | 5             | 0             | 0             | 5     | 0     | 0      | -               |  |
| Sub-20 | 2022  | -              | -              | -              | 5       | 0       | 0       | 3             | 0             | 0             | 8     | 0     | 0      | -               |  |
| Sub-20 | Total |                |                |                | 5       | 0       | 0       | 8             | 0             | 0             | 13    | 0     | 0      | -               |  |
| Sub-23 | 2023  | -              | -              | -              | -       | -       | -       | 2             | 3             | 0             | 2     | 3     | 0      | 1.50            |  |
| Sub-23 | 2024  | -              | -              | -              | -       | -       | -       | 1             | 0             | 0             | 1     | 0     | 0      | -               |  |
| Sub-23 | 2025  | -              | -              | -              | -       | -       | -       | 4             | 3             | 0             | 4     | 3     | 0      | 0.75            |  |
| Sub-23 | Total |                |                |                |         |         |         | 7             | 6             | 0             | 7     | 6     | 0      | 0.86            |  |
| Abs. | 2022  | -              | -              | -              | -       | -       | -       | 2             | 0             | 0             | 2     | 0     | 0      | -               |  |
| Abs. | 2023  | 1              | 1              | 0              | -       | -       | -       | 6             | 1             | 0             | 7     | 2     | 0      | 0.28            |  |
| Abs. | 2024  | 1              | 0              | 0              | -       | -       | -       | -             | -             | -             | 1     | 0     | 0      | -               |  |
| Abs. | Total | 2              | 0              | 0              |         |         |         | 8             | 1             | 0             | 10    | 2     | 0      | 0.20            |  |
| |       |                |                |                |         |         |         |               |               |               |       |       |        |                 |  |
| (4) Se incluyen Campeonatos Europeos y sus fases de Clasificación. (5) Sólo se incluyen partidos contra selecciones nacionales. Fuentes: y RFEF |       |                |                |                |         |         |         |               |               |               |       |       |        |                 |  |

#### Participaciones en Mundiales
| Competición     | Categoría | Sede       | Resultado | Partidos | Goles |
| --------------- | --------- | ---------- | --------- | -------- | ----- |
| Mundial de 2022 | Sub-20    | Costa Rica | Campeona  | 5        | 0     |
| Total           | –         | –          | –         | 5        | 0     |

#### Participaciones en Eurocopas
| Competición         | Categoría | Sede            | Resultado | Partidos | Goles |
| ------------------- | --------- | --------------- | --------- | -------- | ----- |
| Europeo Sub-19 2022 | Sub-19    | República Checa | Campeona  | 5        | 1     |
| Europeo Sub-19 2023 | Sub-19    | Bélgica         | Campeona  | 5        | 2     |
| Total               | –         | –               | –         | 10       | 3     |

## Palmarés

### Títulos internacionales
| Título                      | Equipo              | Sede            | Año  |
| --------------------------- | ------------------- | --------------- | ---- |
| Europeo Sub-19              | Selección de España | República Checa | 2022 |
| Mundial Sub-20              | Selección de España | Costa Rica      | 2022 |
| Europeo Sub-19              | Selección de España | Bélgica         | 2023 |
| Liga de Naciones de la UEFA | Selección de España | España          | 2024 |

(*) Incluyendo la Selección

## Vida personal
Benítez nació en Denia de padres argentinos. También cuenta con pasaporte italiano porque su madre es de ascendencia italiana.[cita requerida]